# Branden i Børsen
Branden i Børsen var en omfattende bygningsbrand, der brød ud 16. april 2024 om morgenen i Børsen i København.  I november samme år lukkede politiet for efterforskningen med den konklusion, at man ikke kunne fastlægge, hvad branden skyldtes, og at der ikke ligger en kriminel handling bag.

## Forløb
Der blev slået alarm til brandvæsenet kl. 7.36. Hovedstadens Beredskab konstaterede i sin døgnrapport, at der var "kraftig ildløs på taget og i underliggende etager" og indsatte straks massive styrker til slukningsarbejdet.
Det kunne konstateres, at der var udbrudt en brand omkring tårnet, og politiet spærrede derfor omkringliggende gader af. Da klokken blev 8, blev det oplyst, at der ikke var flere mennesker til stede i bygningen. Bygningen var under renovering, hvorfor der bl.a. var ti håndværkere på arbejde, da branden brød ud. Det var omkring det sted, hvor håndværkerne arbejdede, at branden brød ud. Det vides endnu ikke, hvorfor branden opstod, omend brandvæsenet gætter på, at det kan kan relation til det igangværende renoveringsarbejde. Politiet udtalte dog, at det kunne tage flere måneder, før der var fundet en årsag til branden. Dragespiret knækkede af tårnet kl. 8.30. Det øverste spir blev fundet efterfølgende.
I løbet af eftermiddagen kom branden under kontrol, og man kunne gå over til efterslukning. Bygningens ejer, Dansk Erhverv, har besluttet, at bygningen skal genopbygges "uanset hvad". Der har været 135 personer involveret i at redde bygningen.
Om eftermiddagen 18. april, kort tid efter klokken 17, væltede nordsiden af de udbrændte sektioner af Børsen indad og tog dele af den vestlige gavl med sig. Kort efter kunne Hovedstadens Beredskab oplyse, at ingen personer var savnet efter hændelsen. Indsatsen blev derefter hurtigt rettet mod at fjerne det tonstunge stillads, der var fastspændt på bygningen. Hovedstadens Beredskab indførte også vandslukning igen efter sammenstyrtningen, da der opstod røg/ild igen.

## Indvirkning
Børsen rummede adskillige gamle og betydningsfulde malerier, som er blevet reddet af myndigheder og borgere. Billeder som "Fra Københavns Børs" af P.S. Krøyer, "Det danske handelskammer komite og adm. direktør 1995" af Thomas Kluge som også er kendt som søstermaleriet til Fra Københavns Børs. 
Idet Dansk Erhvervs hovedsæde var Børsen, må medarbejderne indtil videre arbejde hjemmefra, sagde organisationens direktør Brian Mikkelsen ved en pressebriefing efter branden.

## Efter branden
Dansk Erhverv besluttede allerede kort efter branden, at bygningen skal genopbygges. Alle Københavns Kommunes borgmestre udtalte samme dag, at kommunen vil støtte projektet. Ifølge næstformand for Bygnings Frednings Foreningen, restaureringsarkitekt Jørgen Overby kan det tage fem-ti år, før der kommer et spir op med dragehaler. Overby vurderer, at planlægningen kan tage et par år og at hele projektet kommer til at koste mellem en halv og en hel milliard kroner. Overby vurderer derudover, at genopbygningen er ladsiggørlig, da bygningen er gennemregistreret og dokumenteret på grund af den renovering, der var i gang indtil branden. Man har sågar arbejdstegningerne fra 1777 for tilblivelsen af spiret, der var en kopi af originalen.

## Reaktioner
Forsvarsminister Troels Lund Poulsen kalder branden for Danmarks Notre Dame-øjeblik. Branden i Børsen skete i øvrigt dagen efter 5-årsdagen for Notre Dame-branden i Paris.
Kongehuset udgav en udtalelse fra kong Frederik, hvor kongen kaldte Børsen "et smukt symbol for vores hovedstad og et byggeri, vi som nation har været stolte af". Kongen takkede også beredskabet for dets indsats. Kongehuset aflyste desuden en planlagt koncert med Livgardens Musikkorps i anledning af dronning Margrethes fødselsdag.[kilde mangler]
Statsminister Mette Frederiksen (S) skrev om branden i et opslag på sociale medier hvor hun beskrev hændelsen som "et stykke danmarkshistorie i brand". Hun udtalte også at "det gjorde ondt at se". Hun takkede også beredskabet, politiet, forsvaret og alt mandskab der "kæmper bravt mod branden".